# Okręg wyborczy Cardiff Central
Okręg wyborczy Cardiff Central powstał w 1918 r. i wysyłał do brytyjskiej Izby Gmin jednego deputowanego. Okręg obejmował centralną część miasta Cardiff. Został zlikwidowany w 1950 r., ale przywrócono go ponownie w 1983 r. Przed wyborami parlamentarnymi w 2024 został ponownie zlikwidowany.

## Deputowani do brytyjskiej Izby Gmin z okręgu Cardiff Central

### Deputowani w latach 1918–1950
- 1918–1924: James Childs Gould(inne języki), Partia Konserwatywna
- 1924–1929: Lewis Lougher(inne języki), Partia Konserwatywna
- 1929–1945: Ernest Bennett(inne języki), Partia Pracy, od 1931 r. Narodowi Laburzyści
- 1945–1950: George Thomas, Partia Pracy

### Deputowani w latach 1983–2024
- 1983–1992: Ian Grist(inne języki), Partia Konserwatywna
- 1992–2005: Jon Owen Jones(inne języki), Labour Co-operative(inne języki)
- 2005–2015: Jenny Willott(inne języki), Liberalni Demokraci
- 2015–2024: Jo Stevens, Partia Pracy

## Źródła
- Cardiff Central (1983–1997)
- Cardiff Central (1997–2010)
- Cardiff Central (2010–2024)